# Aleksiej Jufkin
Aleksiej Nikołajewicz Jufkin (ros. Алексе́й Никола́евич Ю́фкин; ur. 11 stycznia 1986 w Sarańsku) – rosyjski sztangista, wicemistrz świata, trzykrotny medalista mistrzostw Europy.

## Kariera
Pierwszy sukces w karierze osiągnął w 2006 roku, kiedy na mistrzostwach świata juniorów w Hangzhou zdobył brązowy medal w wadze średniej (do 77 kg). Na rozgrywanych dwa lata później mistrzostwach Europy w Lignano Sabbiadoro zajął trzecie miejsce w tej samej kategorii, przegrywając tylko ze swym rodakiem Olegiem Pieriepieczenowem i Arą Chaczatrianem z Armenii. Następnie zdobywał złote medale w wadze lekkociężkiej (do 85 kg) podczas mistrzostw Europy w Bukareszcie w 2009 roku i mistrzostw Europy w Kazaniu dwa lata później. W międzyczasie wywalczył srebrny medal na mistrzostwach świata w Antalyi. W zawodach tych rozdzielił na podium Polaka Adriana Zielińskiego i Siarhieja Łahuna z Białorusi. Nigdy nie wystąpił na igrzyskach olimpijskich.